# Екстракорпорална мембранна оксигенация
Екстракорпоралната мембранна оксигенация (ЕКМО) (на английски: Extracorporeal membrane oxygenation или ECMO) е метод за продължително поддържане на дишането и сърдечната дейност извън тялото на човека, когато собствените сърце и бял дроб на пациента не са в състояние да осигурят нужното насищане с кислород и доставката на кръв до тъканите и органите в тялото. Технологията за ЕКМО произлиза до голяма степен от машината сърце-бял дроб, която се използва в сърдечната хирургия за краткотрайно поддържане на циркулацията и насищане на кръвта с кислород при спряло сърце.
Съществуват две основни разновидности на ЕКМО: вено-венозно (V-V) ЕКМО и вено-артериално (V-A) ЕКМО. При вено-венозното ЕКМО машината замества функциите на белия дроб и осигурява насищане на кръвта с кислород извън тялото, без да подпомага сърдечната дейност. При тази модалност кръвта се взима от централна вена и се връща след насищане с кислород отново в централна вена. При вено-артериалното ЕКМО кръвта се отклонява към машината отново от централна вена, но се връща в тялото през централна артерия и така осигурява подпомагане и на сърдечната дейност като „премества“ кръвта от венозното кръвообращение в артериалното.